# Ceanothus ferrisiae
Ceanothus ferrisiae är en brakvedsväxtart som beskrevs av Mcminn. Ceanothus ferrisiae ingår i släktet Ceanothus och familjen brakvedsväxter. Inga underarter finns listade i Catalogue of Life.